# Cissites maculata
Cissites maculata är en skalbaggsart som först beskrevs av Nils Samuel Swederus 1787.  Cissites maculata ingår i släktet Cissites och familjen oljebaggar. Inga underarter finns listade i Catalogue of Life.

## Bildgalleri

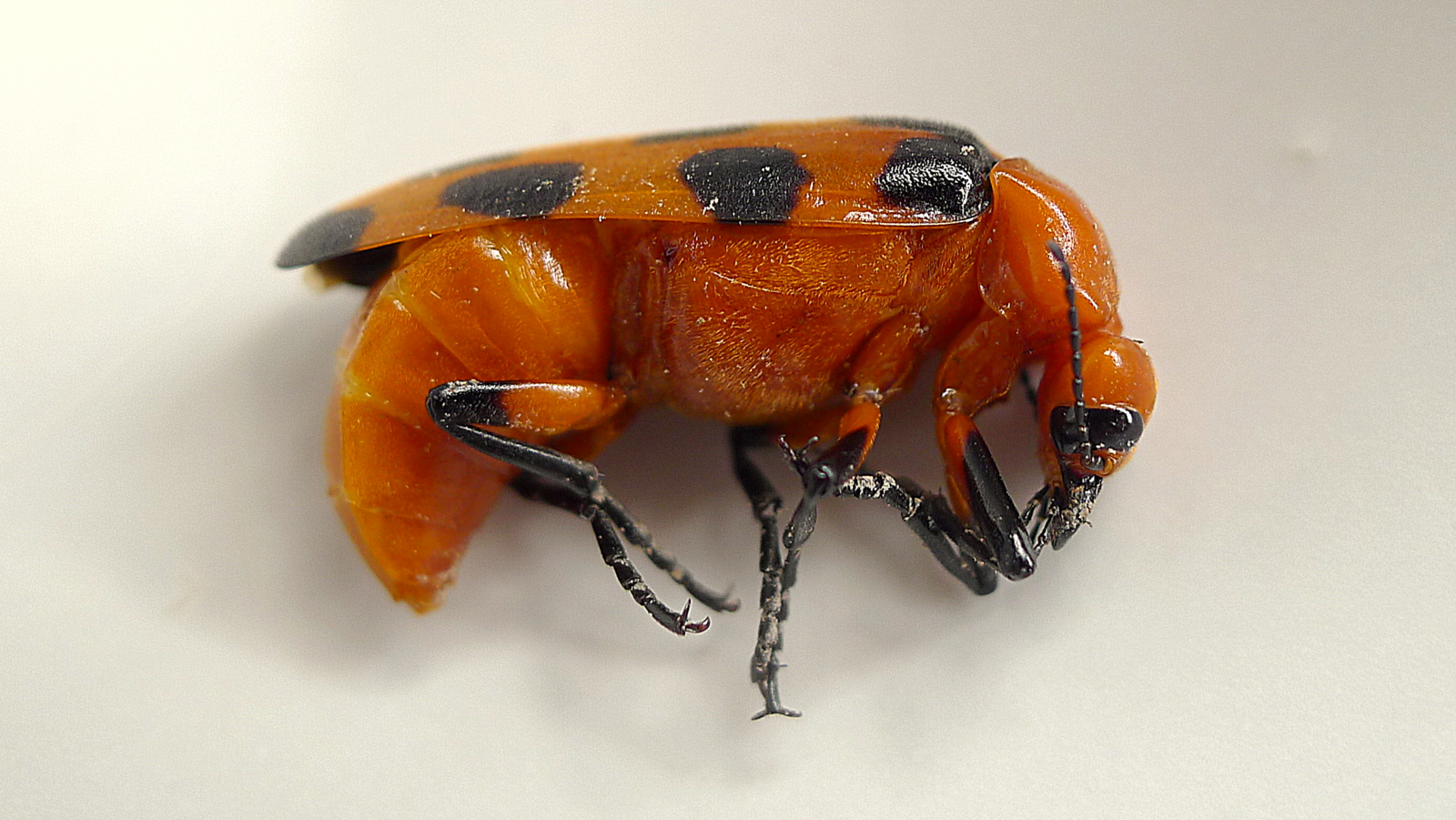
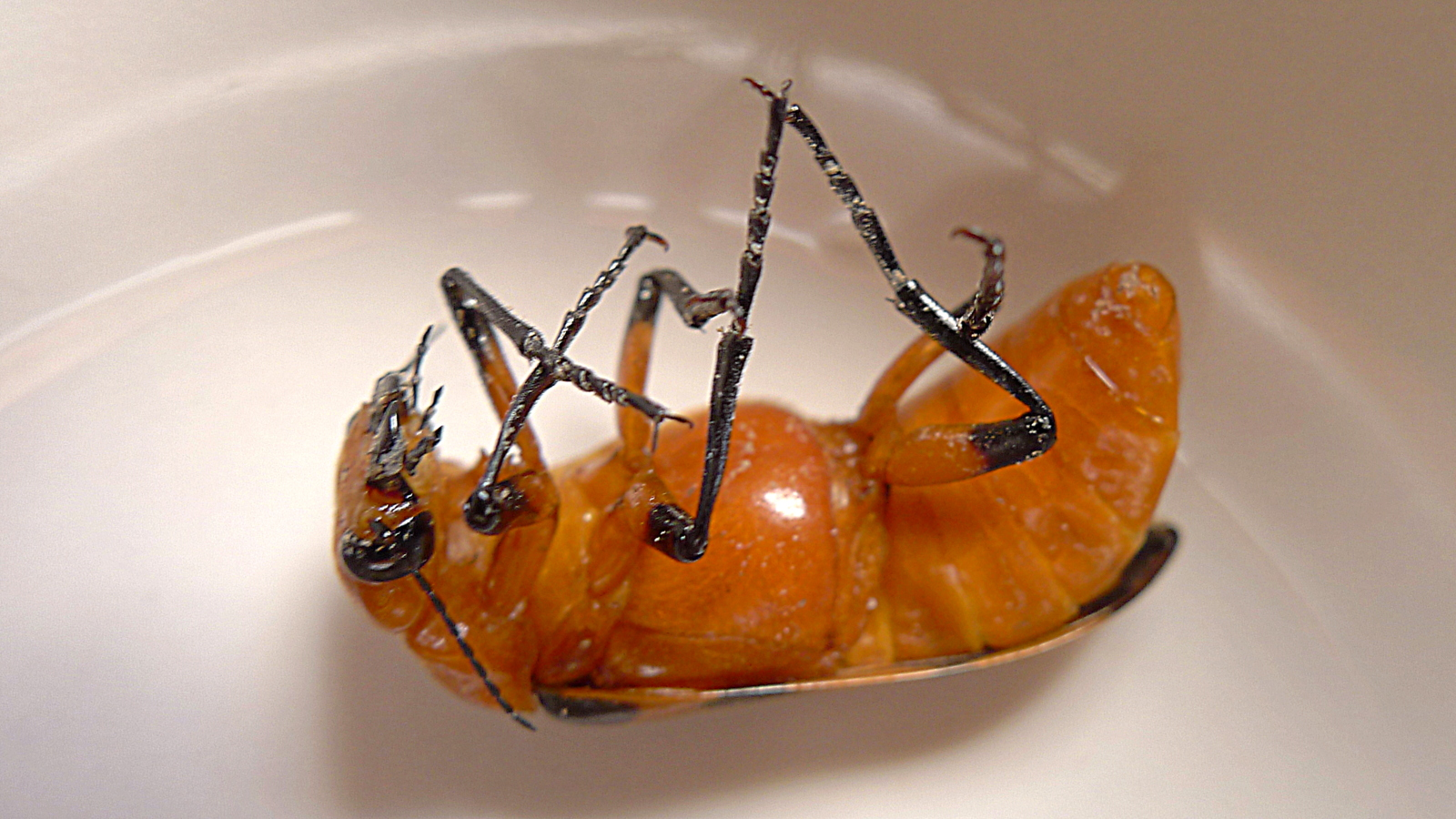